# Joachim Reske
Hans-Joachim « Jochen » Reske  (né le 9 avril 1940 à Bartenstein) est un athlète allemand de l'ex-Allemagne de l'Ouest spécialiste du 400 mètres. Licencié au SV Saar 05, il mesure 1,84 m pour 80 kg.

## Carrière

### Palmarès
| Date | Compétition           | Lieu         | Résultat | Épreuve    | Performance  |
| ---- | --------------------- | ------------ | -------- | ---------- | ------------ |
| 1960 | Jeux olympiques d'été | Rome         | 2e       | 4 × 400 m  | 3 min 02 s 7 |
| 1962 | Championnats d'Europe | Belgrade     | 3e       | 400 mètres | 46 s 4       |
| 1962 | Championnats d'Europe | Belgrade     | 1er      | 4 × 400 m  | 3 min 05 s 8 |
| 1963 | Universiade d'été     | Porto Alegre | 2e       | 400 mètres | 46 s 92      |

### Records
| Épreuve    | Performance | Lieu | Date |
| ---------- | ----------- | ---- | ---- |
| 400 mètres | 46 s 1      |      | 1962 |